# 宋儒耀
宋儒耀（1914年11月—2003年2月），男，辽宁海城人，中国整形外科创始人之一，与张涤生并称为“中国整形外科之父”，曾任华西大学口腔医院院长，创建了中国医学科学院整形美容外科医院（八大处），历任中国农工民主党中央委员、常委、咨监委常委。美国整形与再造外科学会终身会员，国际整形与再造外科学会理事会理事，国际美容整形外科杂志地区编辑，中华整形外科学会主任委员、名誉主任委员，《中华整形与烧伤外科杂志》总编辑、名誉总编辑，首任《中华口腔科杂志》总编辑，中国残疾人协会理事会理事，博士生导师，享受国务院颁发的政府特殊津贴。
宋儒耀毕业于华西大学医牙学院（现四川大学华西口腔医学院）。